# Stachelige Meersau
Die Stachelige Meersau (Oxynotus bruniensis) ist eine Art der Schweinshaie  (Oxynotidae) innerhalb der Dornhaiartigen (Squaliformes). 

## Merkmale
Die Stachelige Meersau erreicht eine Körperlänge von maximal etwa 70 Zentimetern. Sie hat wie alle Arten der Familie einen sehr hochrückigen Körper mit dreieckigem Querschnitt, so dass sich zwischen Brust- und Bauchflossen seitliche Kiele befinden. Die Färbung der Haie ist einheitlich grau-braun ohne auffällige Zeichnung oder Markierungen, gelegentlich können die Spitzen der Rückenflossen durchscheinend oder weiß gefärbt sein.

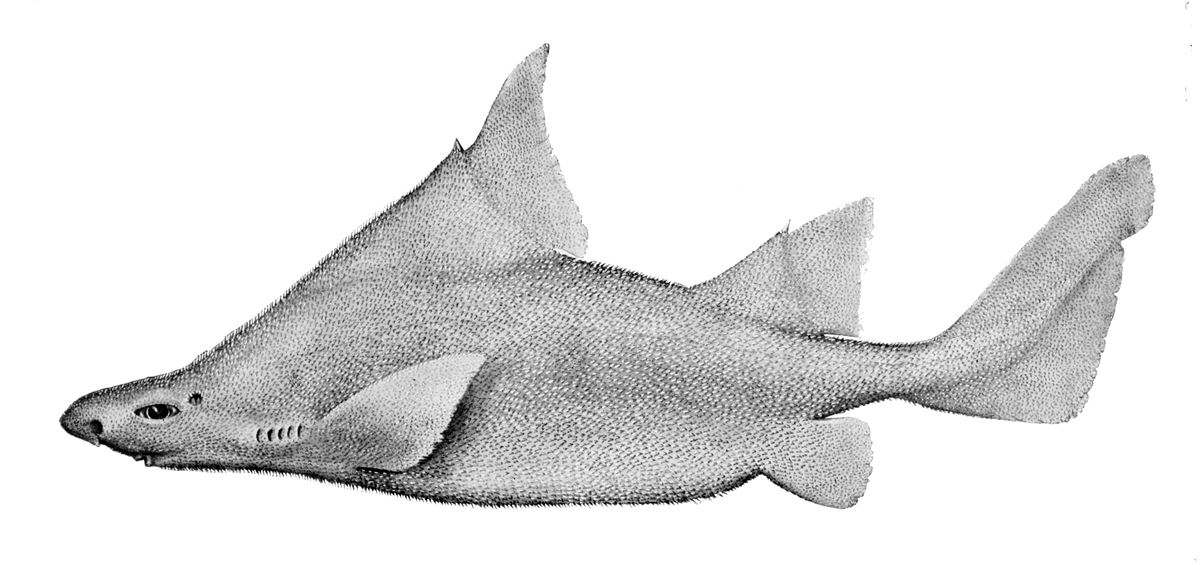
Zeichnung der Stacheligen Meersau.

Die Schnauze ist kurz und abgestumpft. Die zwei Rückenflossen sind sehr hoch und segelartig, vor beiden steht je ein kräftiger Stachel, wobei der erste Stachel nach hinten weist. Eine Afterflosse fehlt. Vor den Kiemen befindet sich ein kleines und rundes Spritzloch. Die Haut ist durch die vorhandenen Placoidschuppen sehr rau, wodurch der Hai seinen englischen Trivialnamen „Prickly Dogfish“ bekam, von dem sich auch die deutsche Bezeichnung „Stachelige Meersau“ ableitet. Die Zähne des Oberkiefers sind lanzettlich, die unteren klinkenartig; letztere stehen in weniger als 12 Reihen nebeneinander.

## Verbreitung und Lebensraum

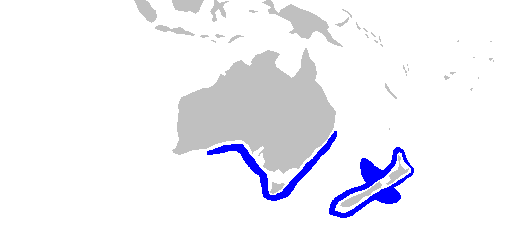
Verbreitungsgebiet der Stacheligen Meersau.

Die Stachelige Meersau ist als einzige Art der Familie im westlichen Pazifik in den Gewässern an der Südküste Australiens von Newcastle, New South Wales bis zur Großen Australischen Bucht und südlich von Tasmanien sowie um Neuseeland, Chatham Rise und die Chatham Islands verbreitet.
Der Hai lebt über dem Bereich des Kontinentalsockels und an den Kontinentalabhängen in Grundnähe bis in eine Tiefe von etwa 500 Metern. Nach anderen Quellen kommt der Hai vor Neuseeland bis in Tiefen von 1050 Metern vor und ist üblicherweise zwischen 350 und 650 Metern Wassertiefe anzutreffen.

## Lebensweise
Über die Lebensweise dieser Art liegen nur wenige Informationen vor. Wahrscheinlich ernährt sich der Hai von bodenlebenden Wirbellosen und kleineren Fischen. Die hochrückige Form stellt dabei eine Anpassung an die bodennahe Lebensweise der Haie dar.
Er ist lebendgebärend (ovovivipar), bildet jedoch keine Dottersack-Plazenta aus. Die Anzahl der Jungtiere liegt bei etwa sieben, die Größe während der Geburt bei etwa 25 Zentimeter. Die Geschlechtsreife erreichen die männlichen Tiere mit einer Körperlänge von etwa 60 Zentimeter, die Weibchen mit etwa 67 Zentimeter.

## Gefährdung und Schutz
Die Stachelige Meersau wird nicht gezielt kommerziell befischt, kann jedoch als Beifang in der Schleppnetzfischerei gefangen werden. Konkrete Fangdaten liegen zu dieser Art nicht vor. Aufgrund der nur wenigen vorliegenden Daten ist der Hai als „data deficient“ in der Roten Liste gefährdeter Arten der IUCN eingestuft.

## Belege
1. 1 2 3 4 5 6 7  Oxynotus bruniensis auf Fishbase.org (englisch)
2. 1 2 3  Prickly Dogfish, Oxynotus bruniensis (Ogilby, 1893) Australien Museum, aufgerufen am 20. März 2011.
3. 1 2 3  Oxynotus bruniensis (Memento des Originals vom 4. März 2016 im Internet Archive)  Info: Der Archivlink wurde automatisch eingesetzt und noch nicht geprüft. Bitte prüfe Original- und Archivlink gemäß Anleitung und entferne dann diesen Hinweis. bei der Hai-Stiftung.
4. 1 2 3 4  Oxynotus bruniensis in der Roten Liste gefährdeter Arten der IUCN 2010. Eingestellt von: Francis, M.P. (SSG Australia & Oceania Regional Workshop, March 2003), 2003. Abgerufen am 20. März 2011.